# Martin Jol
Maarten Cornelis (Martin) Jol (Den Haag, 16 januari 1956) is een Nederlandse voetbaltrainer en voormalig voetballer.

## FC Den Haag (1971 – 1978)
Martin Jol wordt in 1964 als achtjarige lid van de Haagse voetbalvereniging JAC (Jeugdkring Ambtenaren Combinatie; de club bestond onder die naam van 1940 tot 2008). Op twaalfjarige leeftijd wordt hij uitgenodigd voor het Nederlands Jeugdteam. Dit is opzienbarend nieuws, omdat hij nog lid is van de amateurclub JAC. Op vijftienjarige leeftijd speelt hij in het eerste seniorenelftal van JAC. In 1971 gaat Jol op vijftienjarige leeftijd over naar ADO.  
‘Oom Aad en zijn neefjes’. Het is de bijnaam die de selectie van FC Den Haag aan het begin van het seizoen 1973-74 van Voetbal International krijgt. Gedwongen door een aantal financiële tegenvallers besluit de leiding van de Haagse club om een aantal dure en ervaren selectie-spelers naar andere clubs te laten vertrekken. Het lot van de club wordt in handen gelegd van topkeeper Ton Thie, centraal verdediger Aad Mansveld (Oom Aad) en bijkans de gehele selectie van het uiterst talentvolle jeugdteam dat in 1972 kampioen van Nederland was geworden en in ’72 en ’73 het eigen internationale jeugdtoernooi had gewonnen (de neefjes).	
Een van die neefjes is Martin Jol, die op 20 januari 1974 als rechtsbuiten debuteert in de met 0-1 verloren thuiswedstrijd tegen Ajax. Ruim een jaar later pakt Jol met de Haagse club een eerste hoofdprijs door op 15 mei 1975 in de finale van de KNVB Beker met 1-0 te winnen van FC Twente. Het erop volgende toernooi om de Europa Cup II bereikt FC Den Haag de kwartfinale. Jol speelt in vier van de zes wedstrijden. Op 17 september maakt hij tijdens de 0-2 winst van FC Den Haag bij het Deense Velje BK het openings doelpunt voor de Hagenaars. Ook is hij van de partij in de beide wedstrijden tegen het Franse RC Lens (3-2 en 3-1) en – als invaller – in de met 3-1 verloren uitwedstrijd bij West Ham United FC.	
Van al die topspelers-in-de-dop is Jol het meest veelzijdig. In zijn eerste jaar is hij middenvelder, Vujadin Boškov gebruikt hem vooral als rechtsbuiten terwijl Arie de Vroedt, de bondscoach van Jong Oranje, in Jol afwisselend een voorstopper en een spits ziet. Anton Malatinský, sinds 1976 de opvolger van Boškov, maakt aan al het gezwerf door het elftal een einde en geeft Jol uiteindelijk een vaste plaats in de verdediging. Jol wordt rechtsback. Het is een beslissing waarvoor de Scheveninger ‘Der Anton’ zeer dankbaar is.	
In 1978 is Jol FC Den Haag ontgroeid. Ajax heeft lang de beste papieren en ook Jol wil naar De Meer. Totdat hij – via-via – verneemt dat de in die tijd befaamde Hongaarse spelersmakelaar Bekeffi hem onder de aandacht van FC Bayern München had gebracht. Een ‘beledigd’ Ajax trekt daarna de stekker uit de onderhandelingen, zodat Bayern vrij spel heeft. Uiteindelijk ontvangt Den Haag 500.000 Mark voor Jol; 350.000 wit en 150.000 zwart. En alles contant!	
Eind maart 1978 zijn Jol en zijn ploeggenoot Henk van Leeuwen opgenomen in de ‘voorlopige 40-mans selectie’ van Oranje voor het WK. Beiden halen Argentinië niet. Van Leeuwen raakt geblesseerd en bondscoach Ernst Happel geeft uiteindelijk de voorkeur aan Wim Suurbier boven Jol. Omdat hij tot de ‘selectie van 40’ heeft behoord krijgt hij nog wel een deeltje van de commerciële contracten die rond Oranje zijn afgesloten.

## FC Bayern München
Jol tekent in mei 1978 een contract voor twee jaar in Beieren. Martins eerste en enige seizoen bij Bayern staat – na een voortvarende start – wat hem betreft in het teken van ‘bedrog’ rond zijn handgeld en niet nagekomen woning-beloftes. In de laatste en definitieve versie van het contract heeft Bayern (zonder het Jol te vertellen!!) aan de betaling van 150.000 DM handgeld een prestatie clausule van het spelen van 25 Bundesliga-wedstrijden toegevoegd. Onder dat aantal gespeelde wedstrijden krijgt hij niets. Vol vertrouwen in Bayerns eerlijkheid, had Jol zijn contract getekend; de kater komt pas later als hij de al getekende stukken nog eens nauwkeurig door leest. Pas eind september – nadat Jol uit protest naar Scheveningen terugkeert – wordt het probleem opgelost en krijgt de Scheveninger zijn geld.	
Zijn beste wedstrijd speelt hij uiteindelijk nog voor de start van het seizoen. Dat is op 8 augustus in een 1-1 tegen FC Liverpool. Vier dagen later verliest hij bij zijn Bundsliga debuut met 1-0 van Borussia Dortmund. Op 7 november 1978 speelt Jol met FC Bayern München een wedstrijd in het Olympisch Stadion te Amsterdam. Het betreft hier de afscheidswedstrijd van Johan Cruijff. Ajax verliest die wedstrijd met 0-8.	
Door de ‘handgeld affaire’ krijgt de relatie speler-club uiteindelijk een te grote deuk. Jol komt mede daardoor slechts in negen Bundesliga wedstrijden in actie; voor de rest speelt hij veel in het Nachwuchsteam, vooral vaak met wereldkampioen Uli Hoeness die in het seizoen '78-'79 aan het afbouwen is en – net als bijvoorbeeld Paul Breitner, een andere wereldkampioen – goed bevriend raakt met Jol.	
Na de afscheidswedstrijd voor Cruijff, waarin beiden speelden, vertelt Hoeness dat hij in het nieuwe seizoen een management functie krijgt en vraagt Jol te blijven. Jol gaat er niet op in, waarna Bayern de Scheveninger bij verschillende clubs aanbiedt. Bij Ajax bijvoorbeeld, dat weigert 750.000 gulden te betalen. En bij Werder Bremen, dat hem wil huren. Uiteindelijk is het Jol die voor zichzelf een nieuwe club regelt. Vanaf de zomer van 1979 draagt hij een ander rood shirt: dat van FC Twente.	

## FC Twente
Voor de aanvang van het seizoen 1979/1980 tekent Jol voor drie jaar bij FC Twente. In Enschede maakt hij een grote ontwikkeling door, al is de snelle uitschakeling in het UEFA Cup-toernooi een forse teleurstelling. Op 19 september verliest het Twente van Spitz Kohn met 4-0 bij het Griekse Panionios en kan die achterstand twee weken later in Stadion Het Diekman niet meer goedmaken: 3-1, met één treffer van Jol. Ook in het toernooi om de KNVB Beker sneuvelt Twente al snel (in de derde ronde; 4-0 bij Feyenoord), maar in de competitie eindigt Twente op een zesde positie en plaatst zich daarmee opnieuw voor deelname aan de UEFA Cup.	
Bij het begin van het seizoen 1980/1981 is Hennie Hollink, Twentes nieuwe trainer. Opnieuw duurt het UEFA Cup-avontuur niet lang. Na een 5-1 (één goal Jol) en 0-2 in de eerste ronde tegen IFK Göteborg volgt een ronde later al uitschakeling tegen Dynamo Dresden dat profiteert van de Uitdoelpunt-regel (1-1 en 0-0).	
In deze fase maakt Jol zo veel indruk dat hij in oktober 1980 op het laatste moment door bondscoach Jan Zwartkruis wordt geselecteerd voor het Nederlands voetbalelftal. Jol was op 8 oktober al aanvoerder geweest in de ploeg van Jong Oranje dat tegen de Duitse leeftijdsgenoten met 0-0 gelijk speelde. Als Michel van de Korput een dag later geblesseerd raakt op de training van Oranje krijgt Jol een telefoontje met het verzoek zich in Zeist temelden, waarna hij op zaterdagavond 11 oktober debuteert in een oefenwedstrijd tegen West-Duitsland in Eindhoven. Kurt Niedermayer en Karl-Heinz Rummenigge, twee van zijn voormalige Bayern-ploeggenoten, hadden het bericht van zijn selectie gemist en zijn stomverbaasd dat ze in de wedstrijd (die in 1-1 eindigt) ineens met een fel spelende en op het middenveld acterende Jol worden geconfronteerd die – met een vallende kopbal – bijna nog het winnende doelpunt produceert.	
Een paar maanden later speelt Jol ook beide interlands die Oranje rond de jaarwisseling 1981 speelt op de Mundalito in Uruguay. Zowel tegen Italië (1-1) als Uruguay (2-0) speelt hij de volle 90 minuten.	
Het seizoen 1981-1982 – nu onder leiding van Rob Groener – verloopt teleurstellend voor FC Twente, dat slechts twaalfde wordt. In het toernooi om de KNVB Beker is de derde ronde opnieuw het eindstation voor FC Twente dat met liefst 5-1 verliest bij Ajax.	
In de herfst van 1981 besluit FC Twente – na tweeënhalf seizoen met 71 eredivisiewedstrijden en 9 doelpunten – gebruik te maken van een financieel aantrekkelijk aanbod uit Engeland. West Bromwich Albion, een club uit de regio Birmingham, is op 22 oktober 1981 bereid om 223.000 pond voor Jol te betalen, in die tijd een miljoen gulden.	

## West Bromwich Albion
Het wordt voor beide partijen een zeer succesvolle periode. Jol specialiseert zich als verdedigende middenvelder en laat tevens zijn baard staan.
Al twee dagen na zijn transfer debuteert Jol in een thuiswedstrijd tegen Southampton FC. Op 24 oktober 1981 wordt het op The Hawthorns 1-1. Twee weken later, bij een 1-2 zege op Tottenham Hotspur maakt hij zijn eerste treffer voor WBA. Het zal zijn enige doelpunt blijven in dat seizoen.
Tot het aflopen van zijn contract speelt Jol niet alleen 63 League wedstrijden (met 4 goals) maar ook een groot aantal bekerwedstrijden. Legendarisch in zijn eerste Engelse weken zijn de drie dubbele League Cup-confrontaties met West Ham waarin Jol in de derde ronde fantastische duels uitvecht met de legendarische Trevor Brooking. Na een 2-2 en een 1-1 (nv) wint West Bromwich op 1 december op Upton Park met 0-1. Door daarop volgende zeges bij Crystal Palace (1-3) en in de derby bij Aston Villa FC (1-3) bereikt WBA de halve finale. Na een 0-0 op The Hawthorns verliest West Bromwich op 10 februari in Londen met 1-0 en is uitgeschakeld.
In de Football League First Division is West Bromwich in Jols eerste seizoen geen hoogvlieger (17de met 44 uit 42, slechts twee punten boven een degradatieplaats). Jol speelt in totaal maar 9 League wedstrijden, maar wordt door manager Ron Wylie wel bijna steeds in bekerwedstrijden opgesteld. Net als eerder in de League Cup excelleert WBA ook in het prestigieuze toernooi om de FA Cup. Ook hierin komt de club tot in de halve finale. Na een 3-1 thuiswinst op Blackburn Rovers, een 0-1 bij Gillingham en thuiszeges op Norwich City (1-0) en Coventry City (2-0) bereikt WBA ook in dit bekertoernooi de halve finale. Zonder Jol, maar wel met Romeo Zondervan in de gelederen verliest West Bromwich van het Londense Queens Park Rangers. Op het neutrale Highbury wordt het 1-0 door een treffer van Clive Allen.
In Jols tweede seizoen in het Engels voetbalkampioenschap 1982/83 is West Bromwich veel succesvoller. De club wordt uiteindelijk 11de met 57 punten en Jol mist slechts drie van de 42 wedstrijden. Al op de tweede speeldag, op 1 september 1982, valt de grootste zege van het seizoen. In de 5-0 tegen Brighton maakt Jol het derde doelpunt voor zijn club. Later in het seizoen treft Jol nog doel in de thuiswedstrijd tegen Swansea City en de met 3-1 verloren uitwedstrijd bij Watford. Opmerkelijk in het seizoen is dat WBA in februari vier keer op rij met 0-0 gelijk speelt en aan het einde van het seizoen eerst twee keer op rij met 1-0 verliest en daarna drie keer op rij met 1-0 wint.
Het League Cup avontuur eindigt al meteen tegen Nottingham Forest (1-6, 3-1) terwijl in de FA Cup na een 3-2 tegen Queens Park Rangers wel de vierde ronde wordt bereikt. Tottenham is daarin met 2-1 de sterkste.
Het Engels voetbalkampioenschap 1983/84 is Jols minst succesvolle bij West Bromwich. Hij speelt nog steeds onder manager Wylie onder manager Johnny Giles slechts 16 wedstrijden en scoort daarin niet. WBA eindigt op een gedeelde 14de plaats met 51 punten uit 42 wedstrijden. In de toernooien om de League Cup en de FA Cup komt de club bij de 'laatste 16' maar verliest daarin thuiswedstrijden tegen Plymouth Argyle (0-1) en Aston Villa (1-2). Op 24 februari 1984 wordt manager Wylie ontslagen en vervangen door Johnny Giles, die zijn eigen plan trekt. Een gevolg hiervan is dat Jol op 3 maart bij Notts County zijn laatste League wedstrijd speelt voor WBA. Het wordt 1-1.

## Coventry City
In de zomer van 1984 neemt Jol het principebesluit om uit Engeland te vertrekken. Hoewel FC Den Haag-fans een collecte willen houden om zijn terugkeer te helpen financieren, vindt hij een terugkeer naar zijn geboortestad nog te vroeg. Clubs uit België en Frankrijk hebben interesse en namens FC Groningen informeert ook Han Berger.
Toch blijft ook FC Den Haag aan hem trekken. Net toen hij het besluit had genomen om met Dé Stoop om de tafel te gaan, belt Coventry City-manager Brian Gould met een goede aanbieding die hij accepteert. Op 25 augustus 1984 debuteert hij tijden een uitwedstrijd bij Aston Villa die Coventry met 1-0 verliest. Al snel heeft Jol spijt dat hij zich had laten overhalen om in Engeland te blijven. Bobby Goulds praatje mocht dan goed zijn geweest, zijn directe speelstijl kan Martin allerminst bekoren. Middenvelders als Jol worden bij de opbouw voortdurend overgeslagen. Jol wil zo snel mogelijk weg en ziet zijn kans schoon als hij – na 15 wedstrijden – op tweede kerstdag geblesseerd raakt in de met 2-0 verloren uitwedstrijd bij Luton Town. Twee dagen later, Coventry is dan voorlaatste, wordt manager Gould ontslagen en vervangen door zijn assistent Don Mackay. In eerste instantie wil Mackay niet mee gaan met het verhaal dat Gould vlak voor diens vertrek Jol nog een ‘vrije transfer’ had toegestaan. Maar als Jols blessure in januari maar niet wil 'genezen', gaat Mackay overstag: Jol mag op uitleenbasis terug naar Nederland. De weg naar een tweede periode bij Den Haag ligt open.

## FC Den Haag (1985-1989)
Eind februari 1985 vertrekt hij op huurbasis naar zijn oude club, FC Den Haag waar ondertussen voorzitter Dé Stoop en trainer Rob Baan de scepter zwaaien. Op 3 maart 1985 maakt hij zijn rentree in de met 2-1 gewonnen thuiswedstrijd tegen Telstar. In het verdere verloop van de gewone competitie van het seizoen 1984-1985 blijft FC Den Haag na de komst van Jol ongeslagen en plaatst zich daardoor voor de nacompetitie. FC Den Haag wint daarin de eerste twee wedstrijden. In de tweede wedstrijd – uit tegen De Graafschap – zou Jol verdediger Trentelman een elleboogstoot hebben gegeven. Hij wordt op basis van een verklaring van een waarnemer geschorst voor de rest van de nacompetitie. FC Den Haag verliest prompt al deze wedstrijden waardoor de club promotie mist.
In het erop volgende seizoen 1985-1986 wordt de club ongeslagen kampioen van de Eerste Divisie en keert Jol met FC Den Haag terug naar de Eredivisie. Daarnaast wordt hij op 3 februari 1986 uitgeroepen tot beste speler van de Eerste Divisie. In het seizoen 1986/1987 bereikt Jol met FC Den Haag de KNVB Bekerfinale, die wordt gespeeld in het Zuiderparkstadion. Ajax, met trainer Johan Cruijff en in de gelederen onder andere Marco van Basten en Frank Rijkaard, wint de wedstrijd met 2-4 na twee doelpunten van Van Basten in de verlenging.
Ondanks de nederlaag tegen Ajax plaatst FC Den Haag zich toch voor de Europacup II 1987/88. Reden is dat Ajax, als winnaar van de Europacup II 1986/87, al eerder het recht op deelname had verworven. Met Jol als aanvoerder overleven de Hagenaars de eerste ronde tegen het Hongaarse Újpest FC (0-1 en 3-1) maar stranden een ronde later tegen de Zwitserse ploeg BSC Young Boys. FC Den Haag wint in het Zuiderparkstadion met 2-1 maar verliest op 4 november 1987 met 1-0 in het beroemde Wankdorf Stadion, waar in 1954 de WK finale West-Duitsland – Hongarije (3-2) werd gespeeld. Het is Jols 14de en laatste Europese wedstrijd als speler.
FC Den Haag eindigt dat seizoen met 22 punten als 17de en degradeert naar de Eerste Divisie om er een jaar later alweer in terug te keren. In het seizoen 1988-1989 eindigt FC Den Haag op een tweede plaats achter SBV Vitesse. Dankzij een 6-0 zege op Heracles Almelo is op 21 mei 1989 promotie een feit. Een week later is de laatste wedstrijd van dat seizoen tegen RBC ook voor Jol zijn laatste wedstrijd. Den Haag wint met 0-4 en Jol maakt het laatste doelpunt.
In totaal speelt Jol in twee periodes 267 competitiewedstrijden (19 goals) voor FC Den Haag. Inclusief Bayern, Twente, WBA en Coventry staat zijn totaal aantal competitiewedstrijden op 425.
In de zomer van 1989 gaat hij als commercieel manager aan de slag bij FC Den Haag en is daarin zo succesvol dat de Business Club zijn op provisie gebaseerde beloning niet kan betalen. Jol, die ook gefrustreerd is omdat een mogelijke technisch samenwerking met Tottenham Hotspur FC wordt tegengewerkt door Co Adriaanse, besluit daarop te stoppen en zich op een trainerscarrière te concentreren.

## Loopbaan als trainer
Na zijn actieve carrière als speler richt Jol zich op zijn loopbaan als trainer. In 1991 slaagt Martin Jol voor zijn B-licentie Trainer Coach I en wordt hij trainer van de hoogste amateurtak van ADO Den Haag. Binnen enkele jaren promoveert hij van de Tweede klasse naar de Hoofdklasse. In 1996 behaalt hij het hoogste trainersdiploma (CBV).
In 1995 wordt hij trainer-coach van de Hoofdklasser SVV Scheveningen. In hetzelfde seizoen wordt hij kampioen van de Zaterdagafdeling en Algeheel Amateur Kampioen van Nederland.
Jol is de enige Nederlander die zowel als speler en als trainer in zowel Nederland, Duitsland en Engeland actief is geweest. Hij heeft meer dan 300 wedstrijden in de Premier League (toen nog First Division genaamd) en in de Bundesliga op zijn naam staan.

### ADO (amateurs)
In het seizoen 1991/'92 promoveert hij van de Tweede Klasse KNVB naar de Eerste Klasse KNVB. In het seizoen 1992/'93 promoveert hij van de Eerste Klasse KNVB naar de Hoofdklasse KNVB. In het seizoen 1993/'94 behaalt hij de tweede plaats in de Hoofdklasse A Zondag KNVB. In het seizoen 1994/'95 wint hij de Districtsbeker (amateurs).

### SVV Scheveningen (amateurs)
In het seizoen 1995/'96 wordt hij kampioen van de Zaterdag Hoofdklasse A. Algeheel Kampioen van Nederland Hoofdklasse zaterdag en algeheel amateurkampioen van Nederland.

### Roda JC
Als Eddy Achterberg op 1 november 1996 wordt ontslagen als trainer van Roda JC neemt Martin Jol de technische leiding over. En met direct succes. In de Eredivisie wordt Roda zesde, terwijl op 8 mei 1997 het SC Heerenveen van Foppe de Haan in de finale van de KNVB Beker in het Stadion Feijenoord in Rotterdam met 4-2 wordt geklopt. Het is de eerste grote prijs in de historie van Roda JC. Het hierop volgende Europese avontuur eindigt in de kwartfinales van de Europa Cup II, waarin het Italiaanse Lanerossi Vicenza tot twee keer toe te sterk is. Precies tussen deze twee wedstrijden in wordt Jol ontslagen na een ruzie met Roda-financier Nol Hendriks.

### RKC Waalwijk
Op 30 oktober 1998 is RKC Waalwijk zijn volgende club. Het is het begin van een zeer gelukkig huwelijk dat tot mei 2004 zal duren. Samen met Marcel Brands als technisch directeur, brengt hij RKC naar de top van de middenmoot van de Eredivisie, wat voor een zo kleine club een uitzonderlijke prestatie is. In 2000 is Jol met RKC Waalwijk deelnemer aan de UEFA Intertoto Cup. In de derde ronde wordt twee keer – 0-2 uit en 0-1 thuis – verloren van Bradford City.
Door een minder gunstig doelsaldo dan FC Utrecht weet hij zich in de lente van 2001 net niet te plaatsen voor Europees voetbal. Wel wordt hij in 2001 door spelers en trainers verkozen tot Trainer van het Jaar.
Ter gelegenheid van het 75-jarig bestaan van RKC Waalwijk kozen lezers en fans van RKC hem in augustus 2015 op de website van het Brabants Dagblad als de beste trainer die de club ooit had. Jol kreeg bijna 70 procent van de stemmen.

### Tottenham Hotspur
In de zomer van 2004 wikt Jol in Scheveningen langdurig tussen twee Engelse aanbiedingen: assistent worden van Alex Ferguson bij Manchester United of als assistent aan de slag gaan bij de Londense club Tottenham Hotspur. Het wordt na langdurig aandringen van Tottenhams technisch directeur Frank Arnesen het laatste. Jol begint als assistent van de Fransman Jacques Santini, die al na dertien wedstrijden de laan uitvliegt. Santini wordt op 5 november 2004 ontslagen, waarna Jol op 8 november 2004 wordt aangesteld als de nieuwe manager. Het is voor Spurs het begin van de transitie van een defensieve middenmoter naar een aanvallend spelende (sub)topploeg.
Jol en Tottenham Hotspur beleven samen hoogtijdagen. In de seizoenen 2005/'06 en 2006/'07 leidt Jol de club naar Europees voetbal en de hoogste eindrangschikking sinds 1990. In deze seizoenen wordt hij vijfde in de Engelse competitie.
In zijn eerste seizoen zorgde Jol voor een totale transformatie door een rigoureus einde te maken aan de defensieve speelwijze van Santini. Voor het eerst sinds het seizoen 1992-1993 won Tottenham vijf competitiewedstrijden op rij. Het leverde hem de titel "Manager van de  Maand December" op. Meteen staken geruchten op over een vroegtijdig vertrek naar AFC Ajax, maar Jol sloot snel een voortijdige verhuizing naar Amsterdam uit. Tottenham mistte op twee punten na Europese kwalificatie. Een gelijkspel op de laatste dag, thuis tegen Blackburn Rovers, betekende dat de Spurs voor een UEFA Cup-plek op twee punten mistte. In augustus 2005 tekende hij een nieuw driejarig contract bij Tottenham.
In de aanloop naar het seizoen 2005-2006 wonnen de Spurs de Peace Cup met tegenstanders als PSV, Olympique Lyonnais en Boca Juniors; Tottenham versloeg Lyon in de finale. Hoewel Tottenham in beide Engelse bekercompetities meteen werd uitgeschakeld, vielen ze in de Premier League nooit buiten de "top zes". Gedurende een groot deel van het seizoen was Tottenham zelfs vierde, een plaats die recht zou hebben gegeven op deelname aan de UEFA Champions League. Op de avond van de laatste speeldag van het seizoen werden de spelers in het hotel getroffen door een voedselvergiftiging, veroorzaakt door een bedorven lasagne. Mede daardoor werd Tottenham met 2-1 geklopt door West Ham United FC, waardoor ze de Champions League-kwalificatie mis liepen en vlak achter Arsenal FC op de vijfde plaats eindigden. Desalniettemin had Jol voor Tottenhams beste klassering sinds 1990 gezorgd en dat betekende UEFA Cup-deelname. Voor Spurs de eerste keer sinds alle Engelse clubs uit Europa waren verbannen na het Heizeldrama van 30 mei 1985. Ook kreeg Tottenham slechts 38 tegendoelpunten in de Premier League, het laagste aantal sinds 1971.
Het seizoen 2006-2007 werd voor Jol ontsierd door vele blessures, vooral in de verdediging. Het gevolg was dat Jol slechts zelden kon spelen met zijn vaste opstelling en vooral in de eerste helft van het seizoen vrij grillige resultaten boekte. Zeer bejubeld was een 2-1 zege op kampioen Chelsea FC, de eerste competitiewinst op The Blues sinds 1990. Op 5 november 2006 waren Dawson en Lennon de doelpuntenmakers van de Spurs.
Na een 0-4 thuisnederlaag op 4 februari 2007 tegen Manchester United kwam de ommekeer. Tottenham kreeg de geest en pakte 27 punten uit de laatste twaalf competitiewedstrijden. Slechts één keer werd nog maar verloren: 1-0 bij Chelsea, slechts 36 uur na het spelen van een halvefinale wedstrijd in de UEFA Cup bij Sevilla FC in Spanje. In april opereerden de aanvallers Dimitar Berbatov en Robbie Keane zo effectief dat ze gezamenlijke werden uitgeroepen tot "Speler van de Maand april". Door het goede competitie einde stegen de Spurs van Jol naar de vijfde plaats. Een 2-1 zege op Manchester City FC op de laatste speeldag betekende opnieuw UEFA Cup-kwalificatie. Jol werd daardoor de eerste Spurs-manager sinds Keith Burkinshaw die zich in opeenvolgende seizoenen kwalificeerde voor Europees voetbal.
Ook in de verschillende bekertoernooien presteerde Tottenham uitstekend. In de English Football League Cup kwam Tottenham tot aan de halve finale. Na een 2-2 op White Hart Lane verloor Tottenham met 3-1 (nv) bij Arsenal. In de FA Cup stootte Tottenham door tot aan de kwartfinale. Na een 3-3 op Stamford Bridge bij de latere winnaar Chelsea FC verloor Tottenham op 19 maart 2007 de replay op White Hart Lane met 1-2. 
In de herfst van 2006 brachten zes zeges op rij Tottenham tot in de KO-fase van de UEFA Cup. Twee zeges van 1-0 op Slavia Praag werden gevolgd door overwinningen op Beşiktaş JK (2-0 uit), Club Brugge (3-1), Bayer 04 Leverkusen (1-0 uit) en Dinamo Boekarest (3-1). In de 16de finale lootte Tottenham een dubbele wedstrijd tegen Feyenoord. Die wedstrijden zouden nooit gespeeld worden omdat Feyenoord werd uitgesloten vanwege Supportersrellen rond AS Nancy-Lorraine – Feyenoord op 30 november 2006. Zonder te spelen bereikte het Tottenham van Jol de 8ste finale met daarin het Braga als tegenstander. Na een 2-2 in Portugal was een 3-2 thuiswinst genoeg voor een plek in de kwartfinale met daarin de latere winnaar Sevilla FC als tegenstander. Een 2-1 nederlaag in Spanje en een snelle 0-2 achterstand konden de mannen van Jol uiteindelijk net niet goed maken: 2-2
In de zomer van 2007 werd door Tottenham flink geïnvesteerd. Centraal verdediger Younès Kaboul kwam voor £ 8 miljoen van AJ Auxerre, spits Darren Bent van Charlton Athletic FC werd Tottenhams duurste speler (£ 16,5 miljoen) en voor Gareth Bale maakte Tottenham £ 5 miljoen over aan Southampton. Een andere aanwinst was Kevin-Prince Boateng van Hertha BSC. Jol – die zelf de Bulgaarse aanvaller Martin Petrov van Atlético Madrid had willen aantrekken – was het voor een deel niet eens met de aankopen van Damien Comolli, de "director of football" van Tottenham Hotspur. Volgens Jol was zijn selectie nu niet in balans.
Vanwege de grote hoeveelheid geld die was uitgegeven, verwachtte de leiding van de Spurs dat ze in het seizoen 2007-2008 zouden strijden voor een top vier-plaats. De start viel echter tegen. Tottenham begon op 11 augustus 2007 met een 1-0 nederlaag bij het gepromoveerde Sunderland AFC, drie dagen later gevolgd door een 3-1 verlies bij Everton FC. Enkele dagen na dit verlies werden clubsecretaris John Alexander en directeur Paul Kemsley in een Spaans hotel gefotografeerd met Sevilla FC-manager Juande Ramos, die vervolgens beweerde dat Tottenham hem een "duizelingwekkend aanbod" had gedaan om hun manager te worden. Tottenham's voorzitter Daniel Levy ontkende dit, maar het kwaad was geschied: de positie van Jol was ondermijnd. Op White Hart Lane boekten de mannen van Jol in de 3de seizoenswedstrijd vervolgens nog wel hun eerste overwinning (4-0 tegen Derby County FC), maar daarna volgden in de Premier League vier gelijke spelen en drie nederlagen, waaronder een 3-3 bij Fulham en een 4-4 gelijkspel thuis tegen Aston Villa FC. In de eerste ronde van de UEFA Cup wonnen de Spurs met 6-1 van de Cypriotische club Anorthosis Famagusta, gevolgd door een 1-1 gelijkspel op Cyprus.
Zonder dat hij het wist was op 22 oktober 2007 de thuiswedstrijd tegen Newcastle United FC de laatste Premier League-wedstrijd die Tottenham speelde onder leiding van manager Martin Jol. Enkele dagen na de 1-3 nederlaag viel het besluit Jol te ontslaan. Dat gebeurde op 25 oktober 2007 tijdens een met 1-2 verloren wedstrijd tegen Getafe CF in de UEFA Cup. Het nieuws van het ontslag lekte nog vóór het laatste fluitsignaal uit, zonder dat Jol zich het bewust was. De bij de fans zeer populaire Jol bekende later dat hij voor het eerst op de hoogte was van de beslissing van de club-leiding toen zijn neef Robert hem tijdens de wedstrijd vertelde over een sms-bericht dat hij had ontvangen en waarin stond dat Jol op straat zou zijn gezet. Tijdens de wedstrijd kreeg Jol een ovatie van de Spurs-fans die langdurig het "Stand up for Martin Jol" lieten horen.

### Hamburger SV
Op 1 juli 2008 neemt de Martin Jol het roer over als hoofdtrainer van Hamburger SV. Hij is de opvolger van Huub Stevens die op de laatste speeldag van het seizoen en dankzij een 7-0 winst op Karlsruher SC plaatsing voor de UEFA Cup heeft veiliggesteld. Jol tekent een contract tot 2010, maar blijft uiteindelijk maar een seizoen. Onder Jol beleeft Hamburger SV zijn beste seizoen in 26 jaar. De club bereikt de halve finales van de DFB Cup en is heel dicht bij de finale van de UEFA Cup.
In de eerste ronde van dat toernooi klopt HSV het Roemeense Unirea Urziceni (0-0, 2-0) en plaatst zich daardoor voor de groepsfase waarin de club wordt ingedeeld in Groep F. HSV wordt in die groep eerste na wedstrijden bij het Slowaakse MŠK Žilina (1-2 winst), een thuisnederlaag tegen AFC Ajax (0-1 door een treffer van Leonardo Vitor Santiago) en zeges op Slavia Praag (0-2 in Praag) en Aston Villa FC (3-1). Hierdoor wordt de derde ronde bereikt. In de jacht op een Europese titel wint het HSV van Jol daarna twee keer van N.E.C. (0-3 in Nijmegen en 1-0 in Hamburg). In de achtste finales staat HSV vervolgens voor een zwaardere opgave. Ondanks een 1-1 in de thuiswedstrijd wordt het Turkse Galatasaray SK toch uitgeschakeld. Dat lukt door 2-3 zege in het Ali Sami Yenstadion met een winnend doelpunt van Ivica Olić in de 90ste minuut.
Manchester City FC, dat een half jaar eerder was overgenomen door de Abu Dhabi United Group, was de opponent van het HSV van Jol in de kwartfinale. Een 3-1 zege in Hamburg (met o.m. één treffer van Joris Mathijsen is genoeg basis voor het bereiken van de halve finale. Weliswaar winnen de Engelsen in het Etihad Stadium (toen nog City of Manchester Stadium) met 2-1, maar dat is op 16 april 2009 voor hen onvoldoende om verder te gaan.
Half april is Jol met HSV nog steeds in de race voor het winnen van drie hoofdprijzen. Een dramatische reeks van vier 'Noord-derby's' tegen eeuwige rivaal SV Werder Bremen wordt Hamburg echter fataal. De eerste derby is op 22 april in het kader van de halve finale van de DFB-Pokal. Na een 1-1 draait die wedstrijd uit op strafschoppen. Werder wint daarin met 3-1. In de eerste UEFA Cup-halve finale neemt HSV een week later revanche en wint met 0-1 in het Weserstadion. Piotr Trochowski is de maker van het enige doelpunt. Hamburg heeft daarmee een prachtige basis gelegd voor het bereiken van een plaats in de finale. Die positie wordt op 7 mei nog beter als Olić zijn club na 13 minuten aan de leiding brengt. De mannen van Jol weten echter geen stand te houden. Diego Ribas da Cunha (29), Claudio Pizarro (66, een afstandsschot) en Frank Baumann (83) draaien de score om. Aan die laatste treffer gaat een dramatisch moment vooraf als HSV-verdediger Michael Gravgaard op doelman Frank Rost wil terugspelen maar daarbij op een grote op het veld liggende prop papier schiet. Het wordt een corner en daaruit scoort Baumann. Uiteindelijk is een tweede treffer van Olić (87) alleen nog maar voor de statistiek. HSV is door de 'uitregel' uitgeschakeld. Drie dagen later wint Werder (dat seizoen middenmotor) ook het vierde duel, nu in de competitie. Het wordt 2-0. "Ik kan Werder niet meer zien", zegt Jol na afloop.
Driekwart jaar eerder moest het HSV van Martin Jol voor de opening van het Bundesliga-seizoen naar München voor het klassieke topduel tegen oer-concurrent en regerend landskampioen FC Bayern München. De Hamburgers staan op vrijdagavond 18 augustus al snel met 2-0 achter, maar weten zich zich terug te vechten tot een 2-2 eindstand. José Paolo Guerrero (26) en Trochowski (penalty in 57ste minuut) maken de treffers voor HSV. En week later wint Jol zijn eerste Bundesliga-wedstrijd als trainer. Het is Joris Mathijsen die in de 90ste minuut van de thuiswedstrijd tegen Karlsruher SC het winnende doelpunt laat aantekenen: 2-1.
Op 13 september, de vierde speeldag, is Hamburg na een 2-4 winst bij DSC Arminia Bielefeld en een 3-2 tegen Bayer 04 Leverkusen de trotse lijstaanvoerder; een positie die een week later even wordt verloren na een 3-0 verlies bij de latere kampioen VfL Wolfsburg, maar op 27 september weer wordt teruggepakt dankzij een 1-0 zege op het door Jos Luhukay getrainde Borussia Mönchengladbach. Mladen Petrić is de maker van het enige doelpunt.
Hamburg houdt de eerste positie vast tot aan de negende speeldag als met 3-0 wordt verloren bij TSG 1899 Hoffenheim dat daardoor brutaal de leiding van de Bundesliga overneemt.
In de daarop volgende maanden houdt het HSV van Jol voortdurend contact met de toppositie. In thuiswedstrijden worden bijvoorbeeld Borussia Dortmund en Werder Bremen met 2-1 geklopt, waarna de heenronde wordt afgesloten met een 1-0 winst op Eintracht Frankfurt. Halverwege het seizoen is HSV vierde met 33 uit 17, twee punten minder dan Hoffenheim en Bayern en puntgelijk met Hertha BSC.
Op 30 januari 2009 hervat HSV het seizoen met een prestigieuze 1-0 zege op Bayern; Petrić maakt vlak voor rust het enige doelpunt in deze 'klassieker'. Als kort daarna zowel Hoffenheim als ook Hertha fouten gaan maken profiteert Hamburg, dat op 22 februari knap met 1-2 wint bij Bayer Leverkusen en na de 21ste speeldag plotseling weer lijstaanvoerder is. Door een 1-3 thuisnederlaag tegen Wolfsburg weten Jol's mannen die plek maar een week vast te houden al blijft de koppositie steeds dichtbij. Op 4 april (de 26ste speeldag) is HSV na een 1-0 thuiswinst zelfs weer gedeeld (met Wolfsburg) eerste.
Uiteindelijk wordt de grote hoeveelheid bekerwedstrijden die Hamburg in deze fase moet spelen de club te veel. Na die 2-0 Bundesliga nederlaag bij Werder Bremen duikelt HSV zelfs voor het eerst uit de 'top vijf'. En daardoor buiten een plek die recht geeft op deelname aan de UEFA Europa League die in de zomer van 2009 de opvolger gaat worden van de UEFA Cup. Tot aan de laatste speeldag blijven HSV en Borussia Dortmund stuivertje wisselen voor wat betreft het bezetten van die vijfde positie. Als HSV op de voorlaatste speeldag thuis met 0-1 verliest van 1. FC Köln heeft Dortmund de beste papieren. Als de geel-zwarten op 23 mei winnen bij Borussia Mönchengladbach is voor hen die vijfde plek zeker. En dat gebeurt ook als Hamburg de uitwedstrijd in Frankfurt niet kan winnen.
Op een warme zaterdagmiddag is de spanning te snijden. Na 60 minuten spelen lijkt HSV op rozen te zitten; Dortmund staat dan met 1-0 achter, terwijl David Jarolím (22) en Ivica Olić (58) Hamburg op een 0-2 voorsprong hebben gezet. Binnen enkele minuten verandert de situatie echter totaal als Frankfurt twee keer scoort en Borussia gelijkmaakt. HSV lijkt naast internationaal voetbal te zullen grijpen. Totdat .... Piotr Trochowski in de 90ste minuut Hamburg niet alleen aan de winst, maar daardoor ook aan deelname aan de Europa League helpt.
Martin Jol weet dan al dat hij uit Hamburg vertrekt. Hij tekende een dag voor de wedstrijd ibn Frankfurt een contract bij Ajax. Hij laat een dankbare club achter. In Jol's seizoen 2008/2009 maakt HSV een winst van 13,4 miljoen euro.

### AFC Ajax
Op 26 mei 2009 tekent Jol een driejarig contract als trainer bij AFC Ajax. In zijn eerste seizoen in de ArenA maakt Jol, na een wat moeizame start, van Ajax een aanvallende voetbalmachine. In de competitie behaalt Jol, met een ongekend aantal punten van 85, en een doelsaldo van 106 voor en 20 tegen, de tweede plaats achter FC Twente en verbetert het record van het laagste aantal tegendoelpunten in thuiswedstrijden, namelijk vier.
Na een zege van 0-6 op Go Ahead Eagles bereikt Ajax de finale van de KNVB Beker met daarin Feyenoord als tegenstander. De finale zou oorspronkelijk worden gespeeld op 25 april 2010 om 14.00 uur in De Kuip te Rotterdam. Als scheidsrechter was Roelof Luinge aangesteld. Op 15 april maakt de KNVB echter bekend dat de finale over twee duels gespeeld zal worden in verband met dreigende supportersrellen. De eerste finale wordt in Amsterdam gespeeld op de oorspronkelijke datum en met 2-0 door Ajax gewonnen. De return volgt op 6 mei in Rotterdam. Ajax wint opnieuw, nu met 1-4.
In de zomer van 2010 loodst Jol het in financiële problemen verkerende Ajax voor het eerst sinds 2005 de Champions League in, waardoor een miljoeneninjectie van de kant van de UEFA verzekerd is. Ruim twee weken na de finale van de Wereldkampioenschap voetbal 2010 staat Jol voor de opgave om met een zeer vermoeide selectie twee kwalificatie rondes te overleven. In de derde ronde wint Ajax dankzij de "uit-doelpunten regel" van het Griekse PAOK FC (3-3, 1-1). In de Play Offs wordt FC Dynamo Kyiv, na een 1-1 in Kiev, in Amsterdam met 2-1 verslagen, zodat Ajax vele miljoenen op de bankrekening kan bijschrijven.
Bizar genoeg beginnen De Telegraaf en Johan Cruijff nog geen maand later hun ‘fluwelen revolutie’. Als Hagenaar komt Jol terecht in een strijd, waarin hij helemaal geen zin heeft. Johan Cruijff zorgt door middel van zijn column in het dagblad De Telegraaf vele maanden lang voor onrust. In deze columns beschuldigt Cruijff de directie en het bestuur van langdurig wanbeleid.
Op 6 december 2010 bereikt Jol met Ajax overeenstemming over een voortijdig vertrek, nadat de club thuis in de Arena gelijkgespeeld had tegen NEC (1-1). Jol wordt bij Ajax opgevolgd door Frank de Boer.

### Fulham
Op 7 juni 2011 benoemt Fulham FC Martin Jol tot opvolger van Mark Hughes. Jol – die een jaar eerder ook al manager op Craven Cottage had kunnen worden, maar er voor koos om bij Ajax te blijven – tekent een 2-jarig contract, met een optie voor een derde seizoen. "Ik ben erg blij om bij Fulham te komen. Het is een club met een goede, solide basis en een geweldige schare fans", zegt hij. "Ik verheug me er op om deel uit te maken van de Fulham-familie en bedank de voorzitter voor het in mij gestelde vertrouwen." Jol's eerste wedstrijd als manager van Fulham is in de eerste ronde van de UEFA Europa League tegen NSÍ Runavík, een ploeg uit de Faeröer-eilanden. Dat is op 30 juni 2011; Fulham wint met 3-0. Fulham bereikte de groepsfase, maar strandt daarin in Groep K. De Londense club wordt derde achter FC Twente en Wisła Kraków maar wel voor Odense BK. Fulham is heel dicht bij kwalificatie voor de KO-fase. Op 14 december 2011 staat Fulham in de thuiswedstrijd met Odense bij de rust nog met 2-0 voor, maar moet in de 90+3e minuut nog een gelijkmaker van Djiby Fall toestaan.
Jol's eerste Premier League-wedstrijd met Fulham is de thuisontmoeting tegen Aston Villa FC op 13 augustus 2011. Het was en bleef 0-0. In zijn eerste seizoen wordt Jol 9de met 52 punten, een record voor Fulham in combinatie met het spelen van Europees voetbal in dat jaar. Het is ook slechts één punt minder dan Fulhams recordpuntenaantal in de Premier League. Fulham boekt tijdens het seizoen een aantal opmerkelijke resultaten, waaronder overwinningen op Arsenal FC (2-1), Newcastle United FC (5-2) en Liverpool FC (1-0). Ook was er een knappe 2-2 tegen de uiteindelijke landskampioen Manchester City. Tegen Chelsea wordt twee keer gelijk gespeeld (2x 1-1) terwijl de stadsderby tegen Queens Park Rangers twee keer wordt gewonnen. Eerst met 6-0 thuis en daarna met 1-0 uit.
In zijn tweede seizoen wordt Jol met Fulham 12de met 43 punten. Op 26 december 2012 speelt hij op Craven Cottage met 1-1 gelijk tegen Southampton FC. Het is de vijde keer op rij dat hij als manager met Kerstmis ongeslagen blijft; een record dat tijdens Boxing Day 2014 werd geëvenaard door José Mourinho.
Dat tweede seizoen kendigt weinig opvallende resultaten. Wel lukt het Fulham in het eerste kwartaal van 2013 de drie Londense derby's die op het programma staan allemaal te winnen. Thuis tegen West Ham United FC (3-1) en Queens Park Rangers (3-2) en op 17 maart bij Jol's oude club Tottenham Hotspur FC. De Bulgaar Dimitar Berbatov, die eerder onder Jol bij de Spurs speelde, maakt in de 52ste minuut het enige doelpunt van de wedstrijd.
De clubleiding is zo tevreden met de Nederlander dat zijn contract met een jaar wordt verlengd, maar Jol haalt de einddatum van 30 juni 2014 niet. Na een reeks van zes nederlagen op rij waarvan de laatste een 3-0 nederlaag tegen West Ham United – waarin Fulham geen enkel schot op doel wist te produceren – volgt op 1 december 2013 ontslag.

### ADO Den Haag (2015)
Na het einde in Londen heeft Jol alle tijd om weer aandacht aan ADO Den Haag te gaan besteden. Op 3 november 2015 wordt hij namens "moederclub" HSV ADO lid van de Raad van Commissarissen.

### Al-Ahly
Zijn Haagse werkzaamheden verhinderen hem niet om op 24 februari 2016 voor een korte maar hevige periode aan de slag te gaan als trainer van de Egyptische topclub Al-Ahly. Hij wordt gehaald door de steenrijke en in Amsterdam wonende president Mahmoud Taher. Jol is de opvolger van de Portugese coach José Peseiro en tekent een contract voor 2,5 jaar. Al Ahly, de grootste club van Egypte, speelt in de tijd van Jol vanwege veiligheidsredenen hun thuiswedstrijden niet in het eigen Cairostadion. De meeste thuiswedstrijden worden gespeeld in het Al-Salamstadion; de wedstrijden in de CAF Champions League 2016 worden afgewerkt in het Borg El Arabstadion dat eigendom is van het Egyptische leger en 86.000 fans kan herbergen.
Op 25 juni wordt hij – vier speeldagen voor het einde – voor het eerst in zijn loopbaan landskampioen. 
Uiteindelijk wint Al Ahly de competitie 2015-2016 met een verschil van zeven punten met titelverdediger Zamalek. Al Ahly had dat seizoen de sterkste aanval (65 goals) en de beste verdediging (24 tegengoals). Doelverdediger in de tijd van Jol is Sherif Ekramy die van 2005 tot 2008 onder contract stond bij Feyenoord.
Voor Al Ahly was het 39e titel in de clubgeschiedenis. Al Ahly bereikt ook de finale van de Egypt Cup 2016, maar verliest daarin van rivaal Zamalek SC (3-1).
Ruim een maand later stapt hij zelf op nadat het trainingsveld door duizenden fans wordt bestormd.

### ADO Den Haag (2017)
Een jaar later, op 16 juni 2017, stoppen zowel hij als ook Wim Deetman als commissaris bij ADO omdat ze van mening zijn dat de door de rechtbank benoemde bewindvoerders zich niets van de Haagse RvC aantrekken. Zijn rol bij ADO is daarmee niet voorbij. Op 24 december 2019 wordt hij onbezoldigd technisch adviseur van de club. De club stond op dat moment na 18 eredivisie-wedstrijden op de 17e plaats. Op het door Alan Pardew gevoerde transferbeleid heeft hij nauwelijks invloed, maar nadat de corona-epidemie ADO redt van degradatie is hij in de zomer van 2020 wel verantwoordelijk voor het samenstellen van de talentrijke, maar veel te jonge selectie. Wanneer in februari duidelijk wordt dat de Chinese eigenaar United Vansen gaat stoppen en directeur Mohammed Hamdi in de winter-transferperiode ineens allemaal oudere spelers aantrekt, besluit Martin per direct te stoppen.

## Erelijst

### Nederland;ADO Den Haag
- 1975 Winnaar KNVB Beker met ADO Den Haag (1-0 tegen FC Twente)
- 1985 Speler van het Jaar, Eerste divisie
- 1985/86 Ongeslagen kampioen Eerste divisie

### Nederland;KNVB
- 1970-1981 Jol speelt in alle vertegenwoordigende elftallen van de KNVB.

### Nederland;SVV Scheveningen
- 1996 Kampioen Zaterdag Hoofdklasse A
- 1996 Kampioen Zaterdagvoetbal Amateurs
- 1996 Algemeen amateurkampioen

### Nederland;Roda JC
- 1997 Winnaar Amstel Cup met Roda JC (4-2 tegen SC Heerenveen)

### Nederland;RKC Waalwijk
- 2001 Trainer van het Jaar, Eredivisie
- 2015 Beste trainer die de club ooit had (bij 75-jarig bestaan)

### Engeland;Tottenham Hotspur
- 2004 Trainer van de Maand november Premier League

### Duitsland;HSV
- 2008/09 Halve finale UEFA Cup met HSV

### Nederland;Ajax
- 2010 Winnaar KNVB Beker met Ajax (2-0 en 4-1 tegen Feyenoord)

### Egypte;Al-Ahly
- 2016 landskampioen van Egypte

## Trivia
- In mei 2018 was Martin Jol gast jurylid bij de finale van liedjes wedstrijd Scheveningens Lied.